# Malintang
Malintang is een bestuurslaag in het regentschap Mandailing Natal van de provincie Noord-Sumatra, Indonesië. Malintang telt 1174 inwoners (volkstelling 2010).